# Colombiès
Colombiès är en kommun i departementet Aveyron i regionen Occitanien i södra Frankrike. Kommunen ligger  i kantonen Baraqueville-Sauveterre som ligger i arrondissementet Rodez. År 2022 hade Colombiès 880 invånare.

## Befolkningsutveckling
Antalet invånare i kommunen Colombiès
Referens: INSEE